# Kerala Blasters
El Kerala Blasters Football Club es un equipo de fútbol de la India ubicado en Cochín, Kerala y que juega en la Superliga de India, la liga de fútbol más importante del país.

## Historia
Fue fundado el 27 de mayo de 2014 en la ciudad de Kochi en Kerala luego de que la All India Football Federation anunciara que la ciudad de Kochi tendría una de las 8 franquicias de la temporada inaugural de la Superliga de India a inicios del 2014 con equipos que se basan en la estructura de franquicias que maneja el críquet en el país y el nombre del club se debe al apodo de uno de sus propietarios, el exjugador de críquet Sachin Tendulkar (Master Blaster).
El 19 de agosto de 2014 ficharon al internacional portero de Inglaterra David James como jugador franquicia y entrenador del primer equipo y el primer partido del club fue una derrota de 0-0 ante el NorthEast United, donde el primer gol en la Superliga de India lo anotó el español Koke. La primera victoria del club fue de 2-1 ante el FC Pune City, donde el seleccionado de Canadá Iain Hume anotó el primer gol en la historia del club.

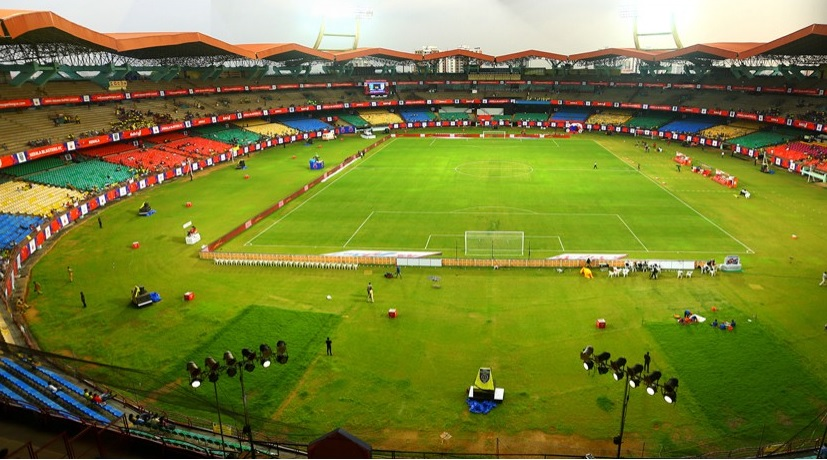
El Jawaharlal Nehru Stadium es la sede del Kerala Blasters FC en la Indian Super League